# Solicitor General for Scotland
His Majesty’s Solicitor General for Scotland (Schottisch-Gälisch: Àrd-neach-lagha a' Chrùin an Alba) ist einer der Law Officers der Krone in Schottland und der Stellvertreter des Lord Advocate, dessen Aufgabe es ist, die schottische Regierung in Fragen des schottischen Rechts zu beraten. Er ist auch für das Crown Office und den Procurator Fiscal Service zuständig, die zusammen die Strafverfolgungsbehörden in Schottland bilden.

## Geschichte
Erster Solicitor General for Scotland war von 1696 bis 1700 Sir Patrick Hume. Das Amt bestand auch nach dem Act of Union 1707 zwischen England und Schottland fort.
Bis 1999, als der Scotland Act die meisten inneren Angelegenheiten Schottlands auf das Schottische Parlament übertrug, wurde die britische Regierung vom Lord Advocate und dem Solicitor General for Scotland in Fragen schottischen Rechts beraten. Seither wird die britische Regierung in Fragen des schottischen Rechts vom Advocate General for Scotland beraten.
Derzeitige Solicitor General for Scotland ist Ruth Charteris, die seit Juni 2021 die Stellvertreterin von Lord Advocate Dorothy Bain ist. Dies ist das erste Mal in der Geschichte, dass beide Ämter mit Frauen besetzt sind.

## Amtsinhaber (Auswahl)
- Colin Boyd, Baron Boyd of Duncansby
- Thomas Cooper, 1. Baron Cooper of Culross
- Neil Davidson, Baron Davidson of Glen Clova
- Charles Dickson, Lord Dickson
- Peter Fraser, Baron Fraser of Carmyllie
- William Grant, Lord Grant
- Donald Mackay, Baron Mackay of Drumadoon
- Alexander Munro MacRobert
- John McCluskey, Baron McCluskey
- William Rankine Milligan, Lord Milligan
- James Reid, Baron Reid
- Alan Rodger, Baron Rodger of Earlsferry
- William Watson, Baron Thankerton
- John Wheatley, Baron Wheatley
- Henry Wilson, Baron Wilson of Langside
- Norman Wylie, Lord Wylie